# Campionatul de handbal feminin EURO U17 din 2017
Campionatul de handbal feminin EURO U17 din 2017 a fost prima ediție a acestui eveniment sportiv organizat de Federația Europeană de Handbal (EHF) și s-a desfășurat în două orașe din două țări, Skopje (Republica Macedonia) și Klaipėda (Lituania).
Începând cu ediția din 2017 a Campionatului European U17 a fost introdus un nou sistem, care prevede trei turnee finale separate: turneul principal din Slovacia, la care au luat parte 16 echipe cel mai bine clasate din punct de vedere al coeficienților EHF, și alte două turnee grupate sub titulatura „Campionatul de handbal feminin EURO U17 din 2017”, organizate în Macedonia și Lituania, la care au luat parte câte 10 echipe cel mai slab clasate din punct de vedere al coeficienților EHF.
Turneul din Macedonia s-a desfășurat între 31 iulie și 6 august 2017, iar cel din Lituania între 14 și 20 august 2017.

## Selecția gazdelor
Cele două orașe gazdă au fost anunțate pe 18 martie 2016 de către membrii Comitetului Executiv al EHF întruniți la Bordeaux, în Franța.

## Sălile
Cele două săli în care s-au disputat partidele de la cele două turnee au fost:
- SRC Kale din Skopje (2.000 de locuri)[7]
- Švyturio arena din Klaipėda (5.800 de locuri)[8]

## Tragerea la sorți
Selecționatele naționale au fost trase la sorți în câte două grupe preliminare de câte cinci echipe pentru fiecare din cele două turnee. Tragerea la sorți a avut loc în Viena, Austria, pe 26 septembrie 2016, la sediul EHF.

## Turneul din Macedonia
Echipele clasate pe primele două locuri în fiecare grupă au avansat în finale. La sfârșitul întrecerii, echipele clasate pe primul loc în fiecare grupă s-au calificat la turneul final al Campionatului European U19 din 2019.

### Excluderea Greciei
Pe 1 august 2017, echipa națională a Greciei a părăsit terenul după doar 32 de secunde din meciul pe care urma să-l desfășoare împotriva echipei gazdă, în semn de protest față de faptul că oficialii acesteia purtau echipament inscripționat cu numele „Macedonia”. Grecia nu recunoaște denumirea „Republica Macedonia”, considerând-o o revendicare teritorială la adresa regiunii grecești cu același nume, și se referă la țara sa vecină folosind numele de „Fosta Republică Iugoslavă a Macedoniei” (FYROM). Ca urmare a incidentului, Comitetul Disciplinar al EHF a deschis o procedură împotriva Greciei. La finalul acesteia, conform articolului B.7 din Lista de Penalități a EHF, echipa greacă a fost exclusă din restul competiției și, pe baza articolelor 12 și 14.1 ale Regulamentului EHF, a fost penalizată cu pierderea meciurilor anterioare cu scorul de 0:10 și cu 0:2 puncte pe meci. Suplimentar, Federația Elenă de Handbal a fost amendată cu 25.000 de euro.
Apelul depus de Federația Elenă de Handbal împotriva deciziilor EHF a fost respins în aceeași zi.

### Partide
|  | Echipele calificate în finale                |
|  | Echipele concurând în meciurile de clasament |

Calendarul de mai jos respectă ora de vară EET:

### Grupa A
| Echipa            | M | V | E | Î | GM  | GP | G   | Pct |
| ----------------- | - | - | - | - | --- | -- | --- | --- |
| Polonia           | 4 | 4 | 0 | 0 | 103 | 54 | +49 | 8   |
| Macedonia de Nord | 4 | 3 | 0 | 1 | 72  | 74 | −2  | 6   |
| Elveția           | 4 | 2 | 0 | 2 | 84  | 76 | +8  | 4   |
| Insulele Feroe    | 4 | 1 | 0 | 3 | 69  | 84 | −15 | 2   |
| Grecia            | 4 | 0 | 0 | 4 | 0   | 40 | −40 | 0   |

| 31 iulie 2017 14:00 | Polonia | 10 - 0 | Grecia | SRC Kale, Skopje |
| 31 iulie 2017 14:00 | Cronică |        |        | SRC Kale, Skopje |
| 31 iulie 2017 14:00 |         |        |        | SRC Kale, Skopje |

| 31 iulie 2017 16:00 | Elveția          | 28 - 22 | Insulele Feroe      | SRC Kale, Skopje Asistență: 300 |
| 31 iulie 2017 16:00 | Gautschi, Kähr 8 | (16-11) | Halsdóttir Weyhe 14 | SRC Kale, Skopje Asistență: 300 |
| 31 iulie 2017 16:00 | 3× 2×            | Cronică | 3×                  | SRC Kale, Skopje Asistență: 300 |

| 1 august 2017 16:00 | Insulele Feroe     | 17 - 32 | Polonia      | SRC Kale, Skopje Asistență: 150 |
| 1 august 2017 16:00 | Halsdóttir Weyhe 4 | (6-17)  | Więckowska 7 | SRC Kale, Skopje Asistență: 150 |
| 1 august 2017 16:00 | 4× 2×              | Cronică | 6× 2×        | SRC Kale, Skopje Asistență: 150 |

| 1 august 2017 18:00 | Grecia  | 0 - 10 | Macedonia de Nord | SRC Kale, Skopje |
| 1 august 2017 18:00 | Cronică |        |                   | SRC Kale, Skopje |
| 1 august 2017 18:00 |         |        |                   | SRC Kale, Skopje |

| 2 august 2017 16:00 | Grecia  | 0 - 10 | Insulele Feroe | SRC Kale, Skopje |
| 2 august 2017 16:00 | Cronică |        |                | SRC Kale, Skopje |
| 2 august 2017 16:00 |         |        |                | SRC Kale, Skopje |

| 2 august 2017 18:00 | Macedonia de Nord | 24 - 23 | Elveția    | SRC Kale, Skopje Asistență: 800 Arbitri: Iovcev, Ioncev |
| 2 august 2017 18:00 | Tasevska 6        | (13-13) | Gautschi 7 | SRC Kale, Skopje Asistență: 800 Arbitri: Iovcev, Ioncev |
| 2 august 2017 18:00 | 7× 3×             | Cronică | 4× 3×      | SRC Kale, Skopje Asistență: 800 Arbitri: Iovcev, Ioncev |

| 4 august 2017 16:00 | Elveția     | 23 - 30 | Polonia   | SRC Kale, Skopje Asistență: 50 Arbitri: Weijmans, Wolbertus |
| 4 august 2017 16:00 | Tschamper 5 | (9-16)  | Pietras 9 | SRC Kale, Skopje Asistență: 50 Arbitri: Weijmans, Wolbertus |
| 4 august 2017 16:00 | 5× 2×       | Cronică | 3×        | SRC Kale, Skopje Asistență: 50 Arbitri: Weijmans, Wolbertus |

| 4 august 2017 20:00 | Macedonia de Nord | 24 - 20 | Insulele Feroe     | SRC Kale, Skopje Asistență: 940 Arbitri: Sekulić, Jovandić |
| 4 august 2017 20:00 | Kiprijanovska 7   | (14-12) | Halsdóttir Weyhe 8 | SRC Kale, Skopje Asistență: 940 Arbitri: Sekulić, Jovandić |
| 4 august 2017 20:00 | 6× 2×             | Cronică | 6× 2×              | SRC Kale, Skopje Asistență: 940 Arbitri: Sekulić, Jovandić |

| 5 august 2017 | Elveția | 10 - 0 | Grecia | SRC Kale, Skopje |
| 5 august 2017 | Cronică |        |        | SRC Kale, Skopje |
| 5 august 2017 |         |        |        | SRC Kale, Skopje |

| 5 august 2017 20:00 | Polonia                    | 31 - 14 | Macedonia de Nord | SRC Kale, Skopje Asistență: 1.000 Arbitri: Erșov, Pavliukov |
| 5 august 2017 20:00 | Cygan, Szczepanik, Weber 5 | (17-6)  | Smajloska 4       | SRC Kale, Skopje Asistență: 1.000 Arbitri: Erșov, Pavliukov |
| 5 august 2017 20:00 | 8× 2×                      | Cronică | 6× 2×             | SRC Kale, Skopje Asistență: 1.000 Arbitri: Erșov, Pavliukov |

### Grupa B
| Echipa    | M | V | E | Î | GM  | GP  | G   | Pct |
| --------- | - | - | - | - | --- | --- | --- | --- |
| Slovenia  | 4 | 4 | 0 | 0 | 127 | 84  | +43 | 8   |
| Bulgaria  | 4 | 3 | 0 | 1 | 117 | 112 | +5  | 6   |
| Islanda   | 4 | 1 | 0 | 3 | 88  | 96  | −8  | 2   |
| Israel    | 4 | 1 | 0 | 3 | 104 | 130 | −26 | 2   |
| Kosovo[a] | 4 | 1 | 0 | 3 | 98  | 112 | −14 | 2   |

| 31 iulie 2017 18:00 | Slovenia  | 28 - 24 | Israel  | SRC Kale, Skopje Asistență: 120 |
| 31 iulie 2017 18:00 | Hrvatin 9 | (11-13) | Shaul 7 | SRC Kale, Skopje Asistență: 120 |
| 31 iulie 2017 18:00 | 2× 3×     | Cronică | 5× 3×   | SRC Kale, Skopje Asistență: 120 |

| 31 iulie 2017 20:00 | Islanda        | 25 - 26 | Kosovo     | SRC Kale, Skopje Asistență: 150 |
| 31 iulie 2017 20:00 | Harðardóttir 7 | (12-16) | Rexhepi 11 | SRC Kale, Skopje Asistență: 150 |
| 31 iulie 2017 20:00 | 3×             | Cronică | 6× 3×      | SRC Kale, Skopje Asistență: 150 |

| 1 august 2017 14:00 | Israel   | 27 - 29 | Bulgaria   | SRC Kale, Skopje Asistență: 150 |
| 1 august 2017 14:00 | Shaul 11 | (14-10) | Todorova 6 | SRC Kale, Skopje Asistență: 150 |
| 1 august 2017 14:00 | 5× 3× 1× | Cronică | 4× 2×      | SRC Kale, Skopje Asistență: 150 |

| 1 august 2017 20:00 | Kosovo    | 22 - 35 | Slovenia   | SRC Kale, Skopje Asistență: 150 Arbitri: Weijmans, Wolbertus |
| 1 august 2017 20:00 | Rexhepi 5 | (7-13)  | Ožegović 7 | SRC Kale, Skopje Asistență: 150 Arbitri: Weijmans, Wolbertus |
| 1 august 2017 20:00 | 3× 2×     | Cronică | 2× 3×      | SRC Kale, Skopje Asistență: 150 Arbitri: Weijmans, Wolbertus |

| 2 august 2017 14:00 | Israel  | 29 - 26 | Kosovo    | SRC Kale, Skopje Asistență: 150 Arbitri: Metalari, Nikolovski |
| 2 august 2017 14:00 | Gerbi 8 | (16-13) | Rexhepi 8 | SRC Kale, Skopje Asistență: 150 Arbitri: Metalari, Nikolovski |
| 2 august 2017 14:00 | 2× 3×   | Cronică | 4× 3×     | SRC Kale, Skopje Asistență: 150 Arbitri: Metalari, Nikolovski |

| 2 august 2017 20:00 | Bulgaria  | 24 - 19 | Islanda           | SRC Kale, Skopje Asistență: 100 Arbitri: Sekulić, Jovandić |
| 2 august 2017 20:00 | Masleva 5 | (13-9)  | Valdimarsdóttir 8 | SRC Kale, Skopje Asistență: 100 Arbitri: Sekulić, Jovandić |
| 2 august 2017 20:00 | 4× 2×     | Cronică | 3×                | SRC Kale, Skopje Asistență: 100 Arbitri: Sekulić, Jovandić |

| 4 august 2017 14:00 | Islanda           | 15 - 28 | Slovenia   | SRC Kale, Skopje Asistență: 150 Arbitri: Erșov, Pavliukov |
| 4 august 2017 14:00 | Friðgeirsdóttir 7 | (8-14)  | Golavšek 6 | SRC Kale, Skopje Asistență: 150 Arbitri: Erșov, Pavliukov |
| 4 august 2017 14:00 | 4× 2×             | Cronică | 6× 2×      | SRC Kale, Skopje Asistență: 150 Arbitri: Erșov, Pavliukov |

| 4 august 2017 18:00 | Bulgaria    | 41 - 30 | Kosovo     | SRC Kale, Skopje Asistență: 150 Arbitri: Metalari, Nikolovski |
| 4 august 2017 18:00 | Todorova 10 | (20-15) | Rexhepi 10 | SRC Kale, Skopje Asistență: 150 Arbitri: Metalari, Nikolovski |
| 4 august 2017 18:00 | 4× 2×       | Cronică | 4× 3× 1×   | SRC Kale, Skopje Asistență: 150 Arbitri: Metalari, Nikolovski |

| 5 august 2017 16:00 | Slovenia            | 36 - 23 | Bulgaria   | SRC Kale, Skopje Asistență: 150 Arbitri: Metalari, Nikolovski |
| 5 august 2017 16:00 | Berzelak, Hrvatin 6 | (18-8)  | Todorova 7 | SRC Kale, Skopje Asistență: 150 Arbitri: Metalari, Nikolovski |
| 5 august 2017 16:00 | 4× 2×               | Cronică | 5× 2×      | SRC Kale, Skopje Asistență: 150 Arbitri: Metalari, Nikolovski |

| 5 august 2017 18:00 | Islanda | 29 - 18 | Israel         | SRC Kale, Skopje Asistență: 150 Arbitri: Iovcev, Ioncev |
| 5 august 2017 18:00 | Shaul 6 | (14-11) | Harðardóttir 8 | SRC Kale, Skopje Asistență: 150 Arbitri: Iovcev, Ioncev |
| 5 august 2017 18:00 | 2×      | Cronică | 4× 2×          | SRC Kale, Skopje Asistență: 150 Arbitri: Iovcev, Ioncev |

### Meciul pentru locurile 9–10
| 6 august 2017 12:45 | Grecia  | 0 - 10 | Israel | SRC Kale, Skopje |
| 6 august 2017 12:45 | Cronică |        |        | SRC Kale, Skopje |
| 6 august 2017 12:45 |         |        |        | SRC Kale, Skopje |

### Meciul pentru locurile 7–8
| 6 august 2017 14:00 | Insulele Feroe      | 38 - 31 | Kosovo | SRC Kale, Skopje Asistență: 150 Arbitri: Weijmans, Wolbertus |
| 6 august 2017 14:00 | Halsdóttir Weyhe 10 | (19-16) | Hot 9  | SRC Kale, Skopje Asistență: 150 Arbitri: Weijmans, Wolbertus |
| 6 august 2017 14:00 | 1× 2×               | Cronică | 3× 2×  | SRC Kale, Skopje Asistență: 150 Arbitri: Weijmans, Wolbertus |

### Meciul pentru locurile 5–6
| 6 august 2017 16:15 | Elveția    | 35 - 27 | Islanda        | SRC Kale, Skopje Asistență: 300 Arbitri: Metalari, Nikolovski |
| 6 august 2017 16:15 | Gautschi 9 | (14-13) | Harðardóttir 5 | SRC Kale, Skopje Asistență: 300 Arbitri: Metalari, Nikolovski |
| 6 august 2017 16:15 | 5× 3×      | Cronică | 3×             | SRC Kale, Skopje Asistență: 300 Arbitri: Metalari, Nikolovski |

### Meciul pentru locurile 3–4
| 6 august 2017 18:30 | Macedonia de Nord | 25 - 30 | Bulgaria | SRC Kale, Skopje Asistență: 1.100 Arbitri: Sekulić, Jovandić |
| 6 august 2017 18:30 | Tasevska 7        | (8-13)  | Tomova 7 | SRC Kale, Skopje Asistență: 1.100 Arbitri: Sekulić, Jovandić |
| 6 august 2017 18:30 | 4× 3×             | Cronică | 4× 3×    | SRC Kale, Skopje Asistență: 1.100 Arbitri: Sekulić, Jovandić |

### Finala
| 6 august 2017 20:45 | Polonia      | 30 - 31 | Slovenia   | SRC Kale, Skopje Asistență: 1.500 Arbitri: Erșov, Pavliukov |
| 6 august 2017 20:45 | Szczepanik 9 | (13-16) | Hrvatin 12 | SRC Kale, Skopje Asistență: 1.500 Arbitri: Erșov, Pavliukov |
| 6 august 2017 20:45 | 3×           | Cronică | 5× 3×      | SRC Kale, Skopje Asistență: 1.500 Arbitri: Erșov, Pavliukov |

### Clasament și statistici

#### Clasamentul final
|   | Slovenia          |
|   | Polonia           |
|   | Bulgaria          |
| 4 | Macedonia de Nord |
| 5 | Elveția           |
| 6 | Islanda           |
| 7 | Insulele Feroe    |
| 8 | Kosovo            |
| 9 | Israel            |
| 0 | Grecia            |

| Actualizat pe 6 august 2017: \| Poz. \| Nume \| Echipă \| Goluri \| \| ---- \| ---------------------------- \| -------------- \| ------ \| \| 1 \| Sara Rexhepi \| Kosovo \| 41 \| \| 2 \| Ema Hrvatin \| Slovenia \| 37 \| \| 3 \| Maria Halsdóttir Weyhe \| Insulele Feroe \| 36 \| \| 4 \| Rina Rexhepi \| Kosovo \| 33 \| \| 5 \| Mor Shaul \| Israel \| 31 \| \| 5 \| Madlen Todorova \| Bulgaria \| 31 \| \| 7 \| Hana Hot \| Kosovo \| 28 \| \| 8 \| Daphne Gautschi \| Elveția \| 26 \| \| 9 \| Lena Margrét Valdimarsdóttir \| Islanda \| 24 \| \| 10 \| Katarzyna Cygan \| Polonia \| 22 \| | Conform paginii oficiale a EHF: Jucătoarea competiției (MVP) - Ema Hrvatin (SLO) Cea mai bună marcatoare (golgheter) - Sara Rexhepi (KOS) (41 de goluri) Cea mai bună apărătoare - Maria Masleva (BUL) Echipa ideală a Campionatului European - Portar: Barbara Zima (POL) - Extremă stânga: Marija Tasevska (MKD) - Inter stânga: Daphne Gautschi (SUI) - Coordonator: Kinga Stanisławczyk (POL) - Pivot: Kaja Kolar (SLO) - Inter dreapta: Mor Shaul (ISR) - Extremă dreapta: Emilia Kowalik (POL) |                |        |
| Poz. | Nume | Echipă         | Goluri |
| 1 | Sara Rexhepi | Kosovo         | 41     |
| 2 | Ema Hrvatin | Slovenia       | 37     |
| 3 | Maria Halsdóttir Weyhe | Insulele Feroe | 36     |
| 4 | Rina Rexhepi | Kosovo         | 33     |
| 5 | Mor Shaul | Israel         | 31     |
| 5 | Madlen Todorova | Bulgaria       | 31     |
| 7 | Hana Hot | Kosovo         | 28     |
| 8 | Daphne Gautschi | Elveția        | 26     |
| 9 | Lena Margrét Valdimarsdóttir | Islanda        | 24     |
| 10 | Katarzyna Cygan | Polonia        | 22     |

## Turneul din Lituania
Echipele clasate pe primele două locuri în fiecare grupă vor avansa în finale. La sfârșitul întrecerii, echipele clasate pe primul loc în fiecare grupă se vor califica la turneul final al Campionatului European U19 din 2019.
Toate meciurile se dispută în Švyturio Arena din Klaipėda.
|  | Echipele calificate în finale                |
|  | Echipele concurând în meciurile de clasament |

Calendarul de mai jos respectă ora de vară EET:

### Grupa A
| Echipa     | M | V | E | Î | GM  | GP  | G   | Pct |
| ---------- | - | - | - | - | --- | --- | --- | --- |
| Portugalia | 4 | 4 | 0 | 0 | 162 | 79  | +83 | 8   |
| Turcia     | 4 | 2 | 1 | 1 | 144 | 125 | +19 | 5   |
| Belarus    | 3 | 2 | 1 | 0 | 112 | 104 | +8  | 5   |
| Italia     | 3 | 1 | 0 | 2 | 105 | 118 | −13 | 2   |
| Georgia    | 4 | 0 | 0 | 4 | 63  | 160 | −97 | 0   |

| 14 august 2017 13:00 | Portugalia    | 43 - 19 | Italia    | Švyturio Arena, Klaipėda Asistență: 100 Arbitri: Chrzan, Janas |
| 14 august 2017 13:00 | Faria Sousa 6 | (26-11) | Djiogap 7 | Švyturio Arena, Klaipėda Asistență: 100 Arbitri: Chrzan, Janas |
| 14 august 2017 13:00 | 6× 2×         | Cronică | 8× 2×     | Švyturio Arena, Klaipėda Asistență: 100 Arbitri: Chrzan, Janas |

| 14 august 2017 15:00 | Turcia     | 45 - 20 | Georgia     | Švyturio Arena, Klaipėda Asistență: 48 Arbitri: Šniurevičius, Grigalionis |
| 14 august 2017 15:00 | Karaçam 12 | (22-8)  | Jgerenaia 6 | Švyturio Arena, Klaipėda Asistență: 48 Arbitri: Šniurevičius, Grigalionis |
| 14 august 2017 15:00 | 11× 2× 1×  | Cronică | 2×          | Švyturio Arena, Klaipėda Asistență: 48 Arbitri: Šniurevičius, Grigalionis |

| 15 august 2017 13:00 | Italia    | 20 - 22 | Belarus                    | Švyturio Arena, Klaipėda Asistență: 100 Arbitri: Martens, Verdonck |
| 15 august 2017 13:00 | Djiogap 6 | (12-13) | Snejka, Traian, Voronova 5 | Švyturio Arena, Klaipėda Asistență: 100 Arbitri: Martens, Verdonck |
| 15 august 2017 13:00 | 5× 2×     | Cronică | 6× 3×                      | Švyturio Arena, Klaipėda Asistență: 100 Arbitri: Martens, Verdonck |

| 15 august 2017 15:00 | Georgia     | 11 - 48 | Portugalia | Švyturio Arena, Klaipėda Asistență: 100 Arbitri: Rauchs, Linster |
| 15 august 2017 15:00 | Jgerenaia 4 | (4-26)  | Vieira 8   | Švyturio Arena, Klaipėda Asistență: 100 Arbitri: Rauchs, Linster |
| 15 august 2017 15:00 | 9× 2×       | Cronică | 3×         | Švyturio Arena, Klaipėda Asistență: 100 Arbitri: Rauchs, Linster |

| 16 august 2017 13:00 | Belarus        | 37 - 37 | Turcia   | Švyturio Arena, Klaipėda Asistență: 90 Arbitri: Grigalionis, Šniurevičius |
| 16 august 2017 13:00 | Siniauskaia 10 | (15-17) | Kılıç 13 | Švyturio Arena, Klaipėda Asistență: 90 Arbitri: Grigalionis, Šniurevičius |
| 16 august 2017 13:00 | 7× 2× 1×       | Cronică | 9× 2× 3× | Švyturio Arena, Klaipėda Asistență: 90 Arbitri: Grigalionis, Šniurevičius |

| 16 august 2017 15:00 | Italia  | 38 - 16 | Georgia     | Švyturio Arena, Klaipėda Asistență: 110 Arbitri: Martens, Verdonck |
| 16 august 2017 15:00 | Fabbo 8 | (17-7)  | Jgerenaia 7 | Švyturio Arena, Klaipėda Asistență: 110 Arbitri: Martens, Verdonck |
| 16 august 2017 15:00 | 1× 3×   | Cronică | 7× 2×       | Švyturio Arena, Klaipėda Asistență: 110 Arbitri: Martens, Verdonck |

| 18 august 2017 13:00 | Belarus       | 29 - 16 | Georgia     | Švyturio Arena, Klaipėda Asistență: 80 Arbitri: Grigalionis, Šniurevičius |
| 18 august 2017 13:00 | Bulanenkava 4 | (13-6)  | Jgerenaia 5 | Švyturio Arena, Klaipėda Asistență: 80 Arbitri: Grigalionis, Šniurevičius |
| 18 august 2017 13:00 | 3× 1×         | Cronică | 2×          | Švyturio Arena, Klaipėda Asistență: 80 Arbitri: Grigalionis, Šniurevičius |

| 18 august 2017 15:00 | Turcia   | 25 - 40 | Portugalia | Švyturio Arena, Klaipėda Asistență: 90 Arbitri: Chrzan, Janas |
| 18 august 2017 15:00 | Ulukoz 8 | (10-12) | Silva 10   | Švyturio Arena, Klaipėda Asistență: 90 Arbitri: Chrzan, Janas |
| 18 august 2017 15:00 | 4× 1×    | Cronică | 5× 1×      | Švyturio Arena, Klaipėda Asistență: 90 Arbitri: Chrzan, Janas |

| 19 august 2017 13:00 | Turcia       | 37 - 28 | Italia  | Švyturio Arena, Klaipėda Asistență: 95 Arbitri: Grigalionis, Šniurevičius |
| 19 august 2017 13:00 | Türkyılmaz 9 | (16-13) | Vegni 7 | Švyturio Arena, Klaipėda Asistență: 95 Arbitri: Grigalionis, Šniurevičius |
| 19 august 2017 13:00 | 7× 2× 1×     | Cronică | 4× 2×   | Švyturio Arena, Klaipėda Asistență: 95 Arbitri: Grigalionis, Šniurevičius |

| 19 august 2017 15:00 | Portugalia    | 31 - 24 | Belarus    | Švyturio Arena, Klaipėda Asistență: 120 Arbitri: Jahja, Xhema |
| 19 august 2017 15:00 | Faria Sousa 8 | (19-12) | Voronova 6 | Švyturio Arena, Klaipėda Asistență: 120 Arbitri: Jahja, Xhema |
| 19 august 2017 15:00 | 5× 2×         | Cronică | 5× 3×      | Švyturio Arena, Klaipėda Asistență: 120 Arbitri: Jahja, Xhema |

### Grupa B
| Echipa         | M | V | E | Î | GM  | GP  | G   | Pct |
| -------------- | - | - | - | - | --- | --- | --- | --- |
| Lituania       | 4 | 4 | 0 | 0 | 138 | 74  | +64 | 8   |
| Finlanda       | 4 | 3 | 0 | 1 | 109 | 85  | +24 | 6   |
| Ucraina        | 4 | 2 | 0 | 2 | 117 | 86  | +31 | 4   |
| Marea Britanie | 4 | 1 | 0 | 3 | 87  | 135 | −48 | 2   |
| Letonia        | 4 | 0 | 0 | 4 | 67  | 138 | −71 | 0   |

| 14 august 2017 17:00 | Ucraina  | 39 - 14 | Letonia      | Švyturio Arena, Klaipėda Asistență: 120 Arbitri: Martens, Verdonck |
| 14 august 2017 17:00 | Savina 6 | (21-5)  | Damenauska 4 | Švyturio Arena, Klaipėda Asistență: 120 Arbitri: Martens, Verdonck |
| 14 august 2017 17:00 | 3×       | Cronică | 1× 3×        | Švyturio Arena, Klaipėda Asistență: 120 Arbitri: Martens, Verdonck |

| 14 august 2017 19:30 | Finlanda                           | 36 - 18 | Marea Britanie                | Švyturio Arena, Klaipėda Asistență: 100 Arbitri: Jahja, Xhema |
| 14 august 2017 19:30 | Heikkinen, Norrgrann, Westerlund 7 | (16-9)  | Faulds, Heginbottom, Thomas 3 | Švyturio Arena, Klaipėda Asistență: 100 Arbitri: Jahja, Xhema |
| 14 august 2017 19:30 | 1× 3×                              | Cronică | 2×                            | Švyturio Arena, Klaipėda Asistență: 100 Arbitri: Jahja, Xhema |

| 15 august 2017 17:00 | Marea Britanie | 18 - 35 | Ucraina | Švyturio Arena, Klaipėda Asistență: 100 Arbitri: Jahja, Xhema |
| 15 august 2017 17:00 | Heginbottom 5  | (9-18)  | Șukal 6 | Švyturio Arena, Klaipėda Asistență: 100 Arbitri: Jahja, Xhema |
| 15 august 2017 17:00 | 4× 1×          | Cronică | 2× 3×   | Švyturio Arena, Klaipėda Asistență: 100 Arbitri: Jahja, Xhema |

| 15 august 2017 19:00 | Letonia    | 12 - 42 | Lituania         | Švyturio Arena, Klaipėda Asistență: 250 Arbitri: Chrzan, Janas |
| 15 august 2017 19:00 | Cibuļska 4 | (3-21)  | Rimkutė, Šponė 6 | Švyturio Arena, Klaipėda Asistență: 250 Arbitri: Chrzan, Janas |
| 15 august 2017 19:00 | 6× 2× 1×   | Cronică | 5× 3×            | Švyturio Arena, Klaipėda Asistență: 250 Arbitri: Chrzan, Janas |

| 16 august 2017 17:00 | Letonia      | 22 - 29 | Marea Britanie         | Švyturio Arena, Klaipėda Asistență: 150 Arbitri: Rauchs, Linster |
| 16 august 2017 17:00 | Damenauska 9 | (12-16) | Jessen Salter, Judge 6 | Švyturio Arena, Klaipėda Asistență: 150 Arbitri: Rauchs, Linster |
| 16 august 2017 17:00 | 5× 1×        | Cronică | 6× 3× 1×               | Švyturio Arena, Klaipėda Asistență: 150 Arbitri: Rauchs, Linster |

| 16 august 2017 19:00 | Lituania | 26 - 19 | Finlanda     | Švyturio Arena, Klaipėda Asistență: 475 Arbitri: Jahja, Xhema |
| 16 august 2017 19:00 | Šponė 6  | (9-5)   | Westerlund 6 | Švyturio Arena, Klaipėda Asistență: 475 Arbitri: Jahja, Xhema |
| 16 august 2017 19:00 | 7× 2×    | Cronică | 2×           | Švyturio Arena, Klaipėda Asistență: 475 Arbitri: Jahja, Xhema |

| 18 august 2017 17:00 | Finlanda   | 26 - 22 | Ucraina      | Švyturio Arena, Klaipėda Asistență: 100 Arbitri: Rauchs, Linster |
| 18 august 2017 17:00 | Peitsaro 6 | (12-8)  | Jolobovici 6 | Švyturio Arena, Klaipėda Asistență: 100 Arbitri: Rauchs, Linster |
| 18 august 2017 17:00 | 1× 3×      | Cronică | 4× 3×        | Švyturio Arena, Klaipėda Asistență: 100 Arbitri: Rauchs, Linster |

| 18 august 2017 19:00 | Lituania | 42 - 22 | Marea Britanie | Švyturio Arena, Klaipėda Asistență: 300 Arbitri: Martens, Verdonck |
| 18 august 2017 19:00 | Šponė 9  | (20-10) | Judge 7        | Švyturio Arena, Klaipėda Asistență: 300 Arbitri: Martens, Verdonck |
| 18 august 2017 19:00 | 4× 3×    | Cronică | 2× 3×          | Švyturio Arena, Klaipėda Asistență: 300 Arbitri: Martens, Verdonck |

| 19 august 2017 17:00 | Finlanda                | 28 - 19 | Letonia     | Švyturio Arena, Klaipėda Asistență: 80 Arbitri: Martens, Verdonck |
| 19 august 2017 17:00 | Heikkinen, Westerlund 5 | (13-7)  | Veinberga 7 | Švyturio Arena, Klaipėda Asistență: 80 Arbitri: Martens, Verdonck |
| 19 august 2017 17:00 | 4× 2×                   | Cronică | 3× 2× 1×    | Švyturio Arena, Klaipėda Asistență: 80 Arbitri: Martens, Verdonck |

| 19 august 2017 19:00 | Ucraina      | 21 - 28 | Lituania      | Švyturio Arena, Klaipėda Asistență: 450 Arbitri: Rauchs, Linster |
| 19 august 2017 19:00 | Borisevici 6 | (7-12)  | Tolvaišaitė 5 | Švyturio Arena, Klaipėda Asistență: 450 Arbitri: Rauchs, Linster |
| 19 august 2017 19:00 | 3× 2×        | Cronică | 4× 3×         | Švyturio Arena, Klaipėda Asistență: 450 Arbitri: Rauchs, Linster |

### Meciul pentru locurile 9–10
| 20 august 2017 11:00 | Georgia     | 23 - 20 | Letonia     | Švyturio Arena, Klaipėda Asistență: 50 Arbitri: Jahja, Xhema |
| 20 august 2017 11:00 | Jgerenaia 7 | (11-10) | Haindrava 5 | Švyturio Arena, Klaipėda Asistență: 50 Arbitri: Jahja, Xhema |
| 20 august 2017 11:00 | 5× 2× 1×    | Cronică | 3× 2×       | Švyturio Arena, Klaipėda Asistență: 50 Arbitri: Jahja, Xhema |

### Meciul pentru locurile 7–8
| 20 august 2017 13:00 | Italia       | 36 - 13 | Marea Britanie | Švyturio Arena, Klaipėda Asistență: 80 Arbitri: Martens, Verdonck |
| 20 august 2017 13:00 | Manojlović 9 | (19-6)  | Muir 3         | Švyturio Arena, Klaipėda Asistență: 80 Arbitri: Martens, Verdonck |
| 20 august 2017 13:00 | 1× 3×        | Cronică | 4× 1×          | Švyturio Arena, Klaipėda Asistență: 80 Arbitri: Martens, Verdonck |

### Meciul pentru locurile 5–6
| 20 august 2017 15:00 | Belarus                     | 27 - 17 | Ucraina      | Švyturio Arena, Klaipėda Asistență: 140 Arbitri: Rauchs, Linster |
| 20 august 2017 15:00 | Habrova, Juk, Siniauskaia 5 | (13-10) | Borisevici 5 | Švyturio Arena, Klaipėda Asistență: 140 Arbitri: Rauchs, Linster |
| 20 august 2017 15:00 | 1× 2×                       | Cronică | 2× 3×        | Švyturio Arena, Klaipėda Asistență: 140 Arbitri: Rauchs, Linster |

### Meciul pentru locurile 3–4
| 20 august 2017 17:00 | Turcia       | 32 - 26 | Finlanda    | Švyturio Arena, Klaipėda Asistență: 240 Arbitri: Grigalionis, Šniurevičius |
| 20 august 2017 17:00 | Türkyılmaz 9 | (10-13) | Norrgrann 9 | Švyturio Arena, Klaipėda Asistență: 240 Arbitri: Grigalionis, Šniurevičius |
| 20 august 2017 17:00 | 6× 3×        | Cronică | 2×          | Švyturio Arena, Klaipėda Asistență: 240 Arbitri: Grigalionis, Šniurevičius |

### Finala
| 20 august 2017 19:00 | Portugalia    | 25 - 24 | Lituania | Švyturio Arena, Klaipėda Asistență: 700 Arbitri: Chrzan, Janas |
| 20 august 2017 19:00 | Faria Sousa 9 | (13-14) | Šponė 6  | Švyturio Arena, Klaipėda Asistență: 700 Arbitri: Chrzan, Janas |
| 20 august 2017 19:00 | 7× 1×         | Cronică | 6× 3×    | Švyturio Arena, Klaipėda Asistență: 700 Arbitri: Chrzan, Janas |

### Clasament și statistici

#### Clasamentul final
Conform paginii oficiale a EHF:
|    | Portugalia     |
|    | Lituania       |
|    | Turcia         |
| 4  | Finlanda       |
| 5  | Belarus        |
| 6  | Ucraina        |
| 7  | Italia         |
| 8  | Marea Britanie |
| 9  | Georgia        |
| 10 | Letonia        |

| Actualizat pe 20 august 2017: \| Poz. \| Nume \| Echipă \| Goluri \| \| ---- \| ------------------- \| ---------- \| ------ \| \| 1 \| Eda Nur Kılıç \| Turcia \| 40 \| \| 2 \| Beatriz Faria Sousa \| Portugalia \| 39 \| \| 3 \| Aušra Šponė \| Lituania \| 31 \| \| 4 \| Beyzanur Türkyılmaz \| Turcia \| 30 \| \| 5 \| Nino Jgerenaia \| Georgia \| 29 \| \| 6 \| Ellen Norrgrann \| Finlanda \| 27 \| \| 7 \| Joana Resende \| Portugalia \| 26 \| \| 8 \| Eulália Silva \| Portugalia \| 25 \| \| 9 \| Erika Canziani \| Italia \| 24 \| \| 9 \| Vanessa Djiogap \| Italia \| 24 \| | Conform paginii oficiale a EHF: Jucătoarea competiției (MVP) Cea mai bună marcatoare (golgheter) - Eda Nur Kılıç (TUR) (40 de goluri) Cea mai bună apărătoare Echipa ideală a Campionatului European - Portar: - Extremă stânga: - Inter stânga: - Coordonator: - Pivot: - Inter dreapta: - Extremă dreapta: |            |        |
| Poz. | Nume | Echipă     | Goluri |
| 1 | Eda Nur Kılıç | Turcia     | 40     |
| 2 | Beatriz Faria Sousa | Portugalia | 39     |
| 3 | Aušra Šponė | Lituania   | 31     |
| 4 | Beyzanur Türkyılmaz | Turcia     | 30     |
| 5 | Nino Jgerenaia | Georgia    | 29     |
| 6 | Ellen Norrgrann | Finlanda   | 27     |
| 7 | Joana Resende | Portugalia | 26     |
| 8 | Eulália Silva | Portugalia | 25     |
| 9 | Erika Canziani | Italia     | 24     |
| 9 | Vanessa Djiogap | Italia     | 24     |